# 200000 Danielparrott
A 200000 Danielparrott (ideiglenes jelöléssel 200000 (2007 JT40)) a Naprendszer kisbolygóövében található aszteroida. A Mt Lemmon Survey projekt keretében fedezték fel 2007. május 12-én.